# Plattegrond van Amsterdam in 1544
Plattegrond van Amsterdam in 1544 is een plattegrond van Amsterdam door Cornelis Anthonisz.

## Voorstelling
Het stelt de stad Amsterdam voor vanuit een imaginair punt in de lucht met het zuidwesten boven en het noordoosten onder. De plattegrond is uitgevoerd in houtsnede en is gebaseerd op het schilderij Gezicht op Amsterdam in vogelvlucht dat Cornelis Anthonisz. zes jaar eerder maakte. Het schilderij is uitgevoerd in vogelvluchtperspectief. In de plattegrond is dit vogelvluchtperspectief – waarschijnlijk om praktische redenen – losgelaten zodat alle stadsgedeelten ongeveer even duidelijk in beeld worden gebracht. Het is echter geen zuivere plattegrond; de IJ-zijde is nog steeds veel te breed ten opzichte van de landzijde. Dit kan een overblijfsel zijn van het lijnperspectief van het schilderij, maar dit kan ook het resultaat zijn van foutieve metingen of een bewuste keuze van de kunstenaar om het IJ meer nadruk te geven. Het landschap buiten de stadsmuren is wel in lijnperspectief weergegeven, maar dit komt niet overeen met de werkelijkheid. De horizon is daarvoor te laag en er lijkt sprake te zijn van twee verdwijnpunten in plaats van één.

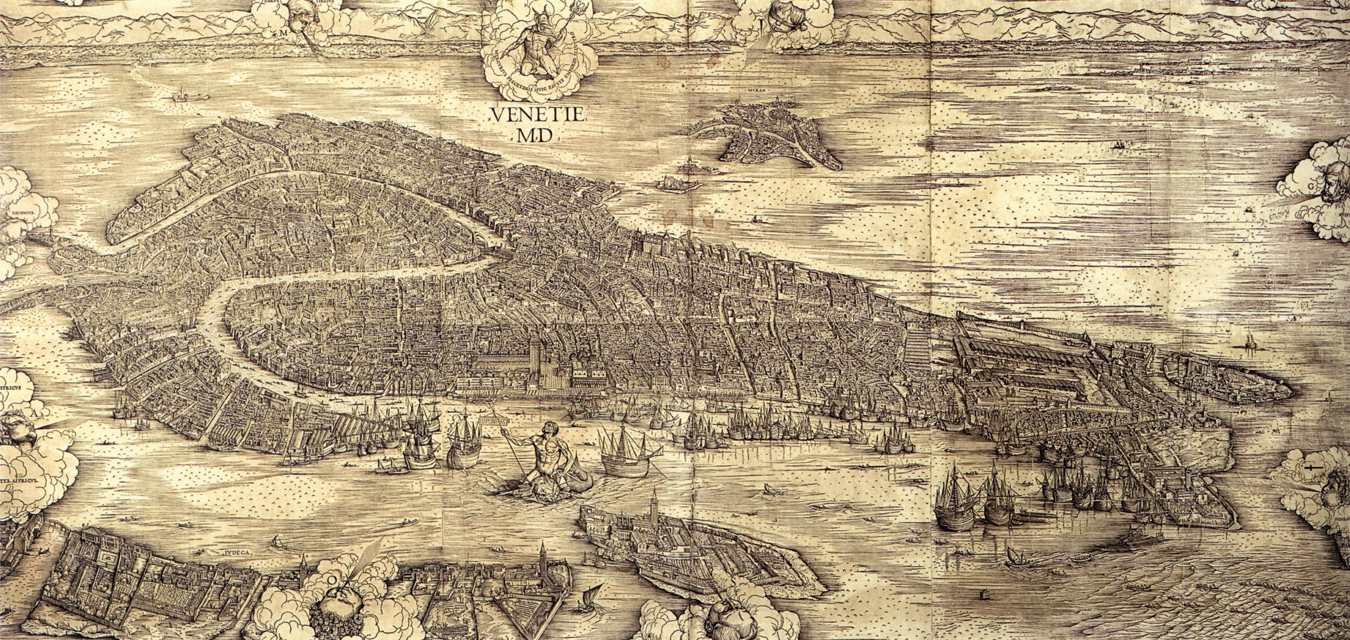
Jacopo de' Barbari. Plattegrond van Venetië. 1500.

Het voorbeeld voor Anthonisz. was waarschijnlijk de plattegrond van Venetië door Jacopo de' Barbari uit 1500. Ook deze plattegrond laat de stad vanuit de lucht zien en bevat een afbeelding van Neptunus als beschermer van de zeevaart. De plattegrond van De' Barbari is echter nog helemaal in lijnperspectief. Anthonisz. geeft de gebouwen op zijn plattegrond weer in isometrische projectie. Hij koos hiervoor niet alleen omdat hij een aantrekkelijk portret van de stad wilde maken, maar ook omdat de plattegrond een praktische functie had als oriëntatiemiddel. Anthonisz. was de eerste kaartenmaker die op die manier te werk ging. De enige 16e-eeuwse plattegrond die vergelijkbaar is met die van Anthonisz. is de plattegrond van Londen, uit de jaren 1560, ook wel de Agas-plattegrond genoemd.

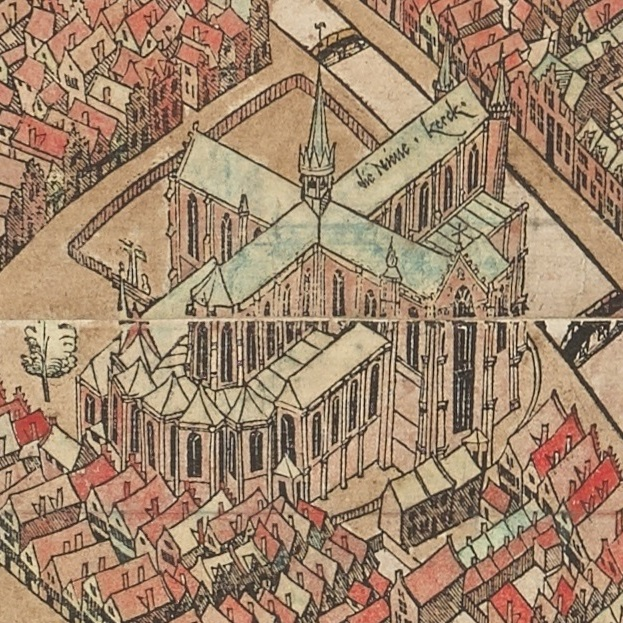
Detail: Nieuwe Kerk.

Anthonisz. heeft zijn vogelvlucht uit 1538 niet blindelings omgezet in een houtgravure. De plattegrond laat zien dat de stad in de afgelopen 6 jaar hier en daar van aanzien veranderd is. Zo is te zien dat in 1544 het noordtransept van de Nieuwe Kerk voltooid is en bevinden zich op de Lastage en buiten de stadsmuren in het westen – op de plattegrond rechts – langgerekte touwslagerijen, die op het schilderij niet voorkomen. Aan de Nieuwezijds Voorburgwal – op de plattegrond aangegeven als ‘houtmart’ – staat een nieuwe dubbel herenhuis in renaissancestijl. Om aan de wereld te laten zien dat Amsterdam een succesvolle handelsstad is laat de maker op de voorgrond een groot aantal vrachtschepen zien, die buiten de palissade in het IJ wachten om gelost en geladen te worden. De lading van deze schepen werd vervolgens in kleine schepen via het Damrak naar de Dam gebracht waar deze gewogen en verhandeld werd.

## Uitgaven

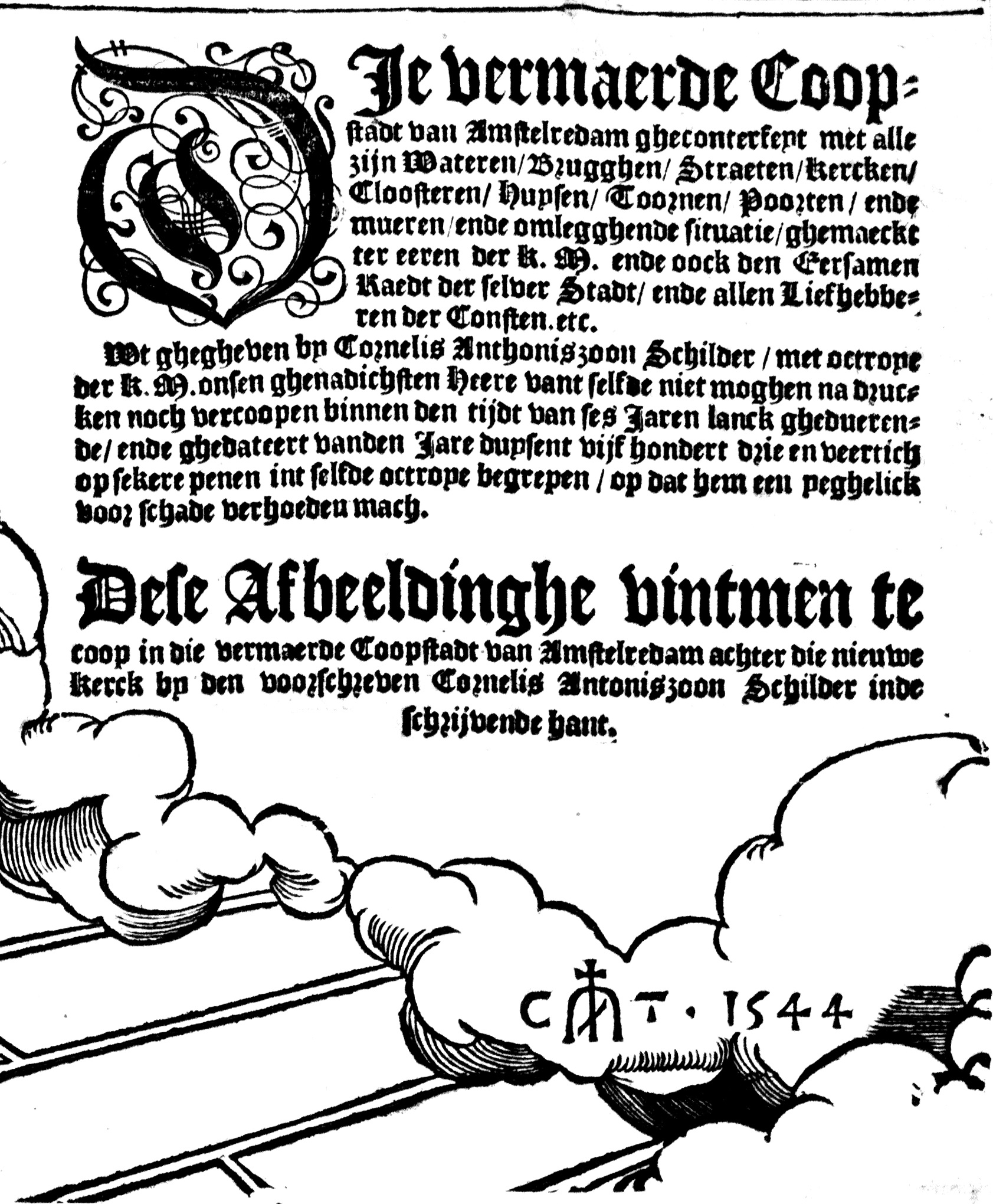
Tekstblok tweede uitgave, 1544-1545.

De plattegrond is gedrukt van twaalf houtblokken, die ruim honderd jaar in gebruik zijn geweest. In totaal zijn zes uitgaven bekend. De afzonderlijke uitgaven zijn te herkennen aan het tekstblok met colofon in het tweede houtblok, dat voor iedere uitgave opnieuw gezet en/of aangepast werd. De plattegrond bleef al die tijd ongewijzigd. Volgens dit tekstblok ontving Anthonisz. in 1543 een zesjarig octrooi van Karel V, maar pas in 1544 werd de plattegrond voor het eerst uitgegeven.
De eerste uitgave is alleen bekend van een beschrijving van de Duitse kunsthistoricus Johann David Passavant in zijn boek Le peintre-graveur uit 1862. Het exemplaar dat hij beschrijft bevond zich in de privéverzameling van Joseph Martin von Reider (1793-1862) in Bamberg. Von Reider schonk in 1858 een groot deel van zijn collectie aan de Beierse Staat, maar na 1862 ontbreekt van de plattegrond ieder spoor.
De tweede uitgave verscheen van 1544 tot 1545 en is te herkennen aan de gotische initiaal D, waarmee het tekstblok begint. In de derde drukgang van 1545 tot 1553 werd dit initiaal vervangen door een initiaal in romein met op de achtergrond een versiering met Acanthus-bladeren. Daarnaast werd de laatste alinea van het tekstblok vervangen, eveneens in romein. Omstreeks 1557 – zo'n 4 jaar na het overlijden van Cornelis Anthonisz. – werd de plattegrond opnieuw uitgegeven door Jan Jansz. Hij vulde het tekstblok aan met de tekst "ende nu [uitgegeven] by Ian Iansz, Print-drucker". Of hij ook de houtblokken in zijn bezit had is niet bekend. Mogelijk zijn de bladen voor de vierde uitgave niet opnieuw gedrukt, maar had Jan Jansz. de niet verkochte bladen van de derde uitgave gekocht van de weduwe van Cornelis Anthonisz. en had hij alleen op het tweede blad zijn naam toegevoegd. Van 1557 tot 1636 verscheen de vijfde uitgave. Deze is te herkennen aan een nieuw gegraveerd initiaal met een voorstelling uit het bijbelboek 1 Samuel, hoofdstuk 16: David wordt door Samuel gezalfd. De naam van de uitgever wordt in deze uitgave niet genoemd. In de laatste uitgave is de laatste alinea van het tekstblok vervangen door de tekst "Nu voor de derdemael herdruckt, voor de Weduwe van Manuël Colijn, onder de Beurs-toorn, in 't Stede-boeck, aen de Beurs, tot Amsterdam". Dit was Trijntje Cloppenburch, die vanaf het overlijden van haar man in 1636 tot haar dood in 1664 de uitgeverij van haar man voortzette.

### Afbeeldingen van de afzonderlijke uitgaven

Tweede uitgave. 1544-1545. Amsterdam, Universiteit van Amsterdam.
Derde uitgave. 1545-1553. Amsterdam, Rijksmuseum Amsterdam.
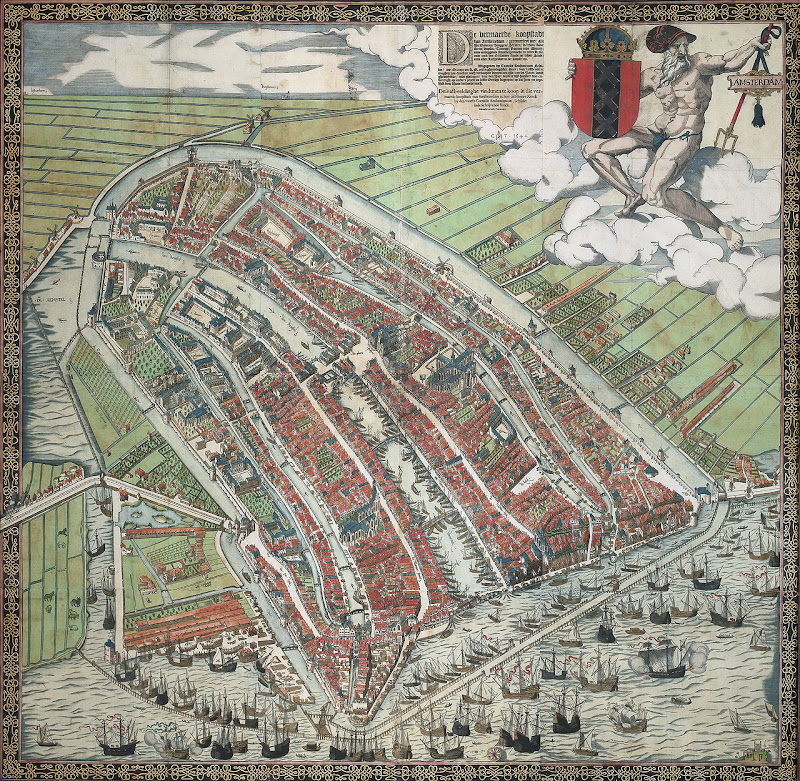
Vierde uitgave. Ca. 1557. Amsterdam, Koninklijk Oudheidkundig Genootschap.
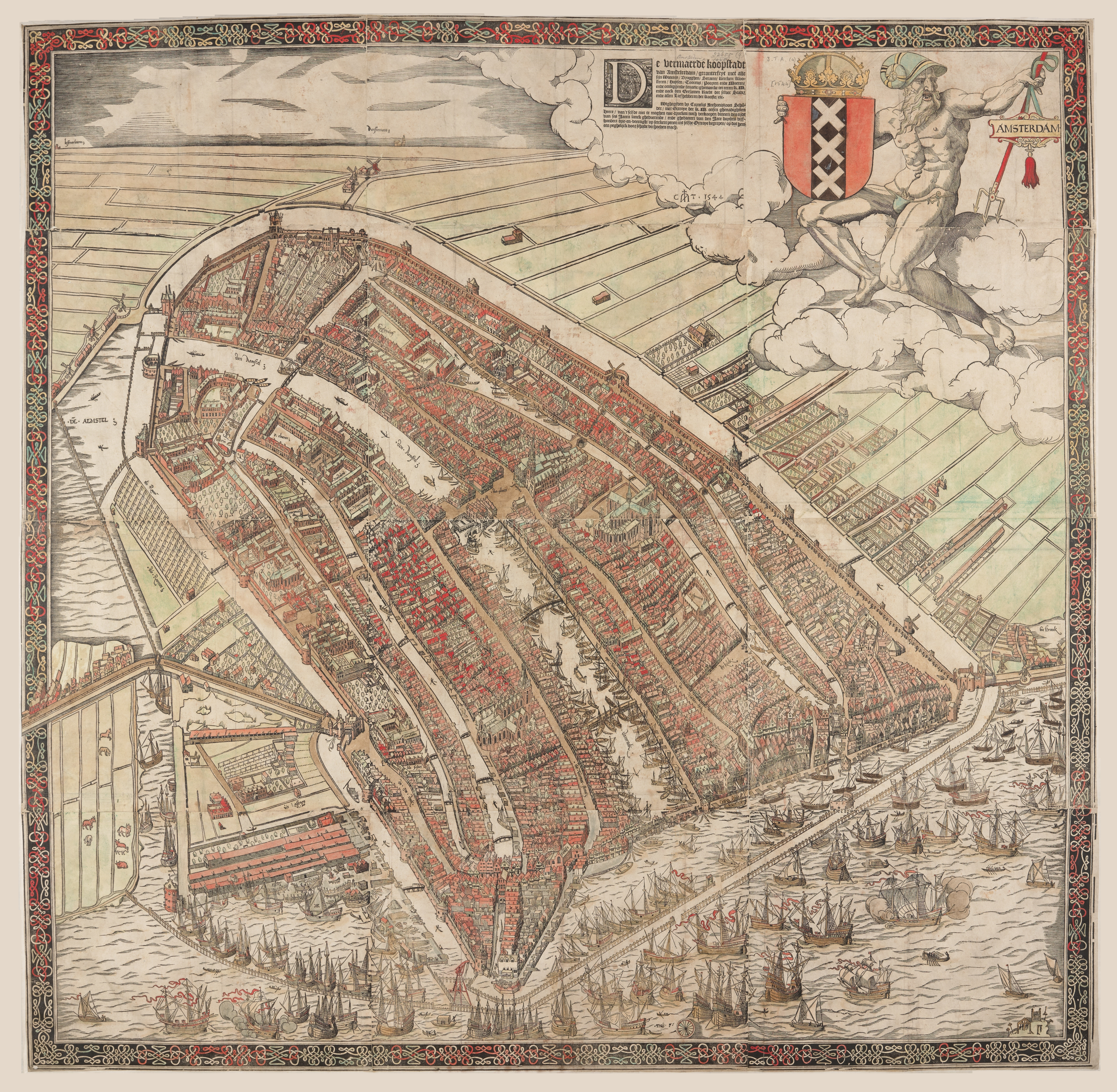
Vijfde uitgave. Ca. 1557-1636. Londen, British Library.
Zesde uitgave. 1636-1664. Amsterdam, Stadsarchief Amsterdam.